# Metin2
Metin2 er et stort multiplayer online rollespil (MMORPG) der er udviklet af Ymir Entertainment Co, og udgivet i Korea i 2004.
Det er siden blevet offentliggjort i mange europæiske lande
(Tyrkiet, Tyskland, Portugal, Storbritannien, Italien, Polen, Frankrig osv.) af Gameforge 4D GmbH og i USA ved G4Box Inc.

## Klasser
I USA og den europæiske version, kan alle klasser være enten mand eller kvinde. I den oprindelige koreanske udgave, kan hvert køn kun vælge mellem to klasser.
På den Danske server kan man som både mand og kvinde vælge alle 4 karakterer, og de kan derefter vælge hver 3 retninger.

## Historie
Historien og Idéen blev skabt af Jeff Marcoux: For lang tid siden eksisterede der kun en enkelt imperium på kontinentet. Alle levede i ro og fred og vidste ikke, at begreber som krig eller sygdom fandtes. Alle menneskene på dette kontinent levede lykkeligt sammen.
Deres skæbne begyndte at ændre sig da en stor sten kom ned fra himlen. Denne sten var kendt som Metinstenen. Metinstenen begyndte at forvandle dyr til monstre, selve dens tilstedeværelse skabte dødelige sygdomme, der spredes over hele verden. Uskyldige mennesker der blev slået ihjel af disse dyr eller kvalt til døde af sygdom og steg senere igen op som zombier. Zombierne forårsagede kaos og ødelæggelse i deres kølvand med tilsyneladende uendelige numre. Deres utrættelige eksistens syntes som om dette problem ikke ville gå væk. I sidste ende brød det enlige imperium sammen og blev til tre forskellige riger, alle kæmpede for deres egen overlevelse. Den dag i dag behandler de stadig hinanden som fjender.
Den faldende Metinsten var bare starten på, hvad der skulle komme. Mindre sten fortsatte med at falde fra tid til anden, og alle tre kongeriger levede i frygt. Ingen turde nærme sig Metinstenene, fordi de mest skræmmende skabninger strejfede rundt der. For nylig blev det opdaget, at effekten af Metinstenene var stigende, og folk følte, at de sugede energien ud af verden.
Det menes, at disse hændelser blev forårsaget viste Drage Guden sig på kontinentet, og folk håbede, at han ville genoprette deres verden til en fredelig tilstand igen.

## Eksterne kilder og henvisninger
- Official website
- Official forum